# 龍泉院 (和歌山県高野町)
龍泉院（りゅうせんいん）は、和歌山県伊都郡高野町高野山にある高野山真言宗の別格本山の寺院。本尊は薬師如来。宿坊。

## 歴史
当院は真慶律師によって承平元年（931年）頃に創建された。院名は、かつて空海によって祈雨の修法が行われたという善女竜王の池があることから付けられたという。
佐々木高綱、楠木正成、毛利元就などから厚い帰依を得ている。
寺宝である弘法大師像、龍猛菩薩像は毛利元就による寄贈である。
当院は高野山の中心である金剛峯寺の北に位置し、高野町役場の西にある。

## 境内
- 本堂
- 護摩堂
- 大師堂
- 庫裏
- 宿坊
- 山門

## 文化財

### 重要文化財
- 木造薬師如来坐像 - 平安時代。
- 絹本著色伝熊野曼荼羅図 1幅 - 鎌倉時代。
- 絹本著色弘法大師像 1幅 - 鎌倉時代。

## 前後の札所
西国薬師四十九霊場
9 金剛寺　-　10 龍泉院　-　11 高室院

## 所在地
- 和歌山県伊都郡高野町大字高野山647

## アクセス
- 南海電気鉄道鋼索線（高野山ケーブル） 高野山駅下車、南海りんかんバス「金剛峯寺前」より徒歩約5分。